# The cake is a lie

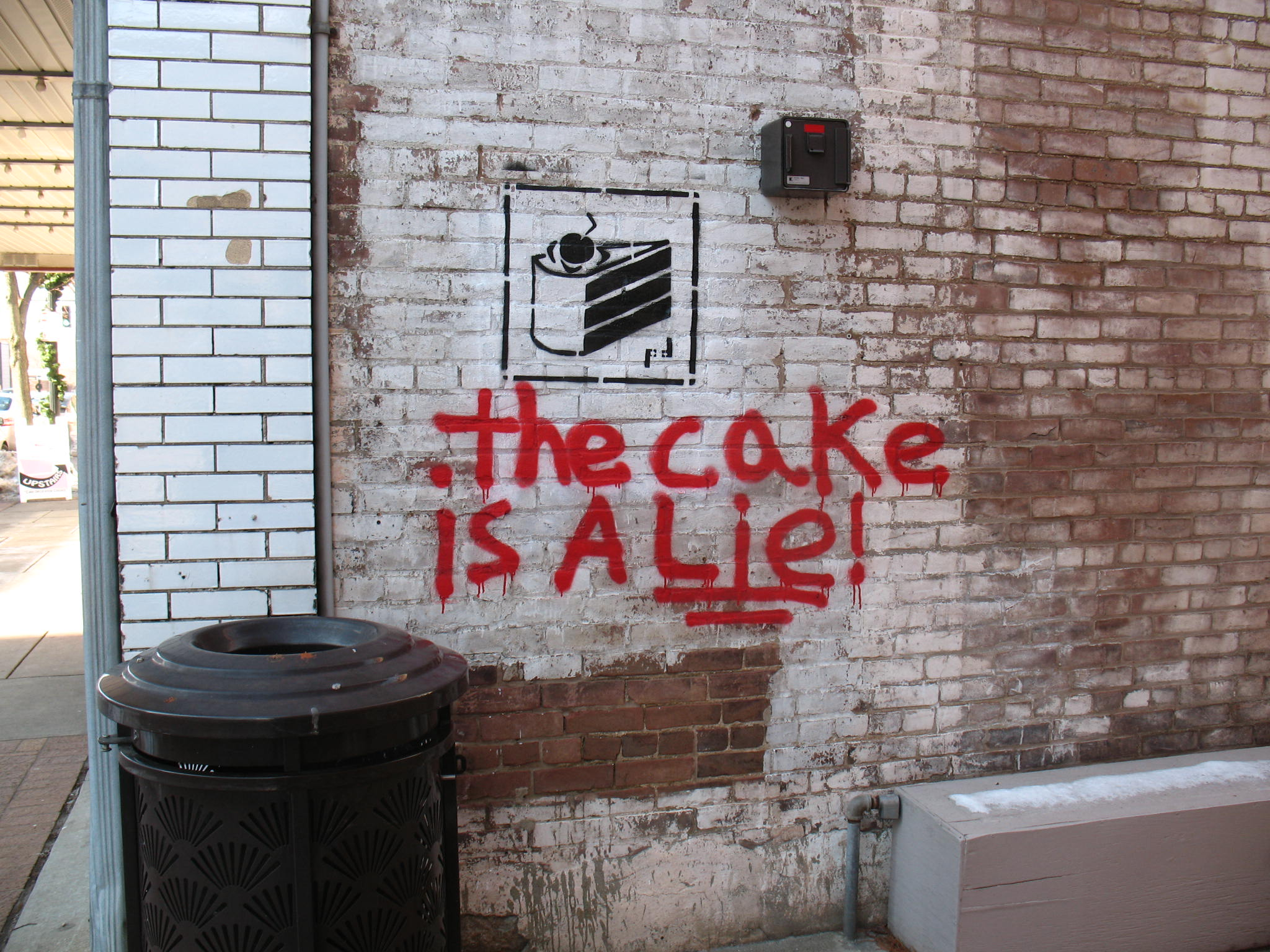
アメリカのイリノイ州アーバナにある壁の落書き

「the cake is a lie」は、Valve Corporationが2007年に発売したゲームソフト『Portal』の中で用いられているフレーズ。「ケーキは嘘だ」の意味で、プレイヤーが約束されている報酬は決して受け取れないということを表している。
このフレーズはプレイヤーの間で人気となり、インターネット・ミームとして広まった。

## 起源

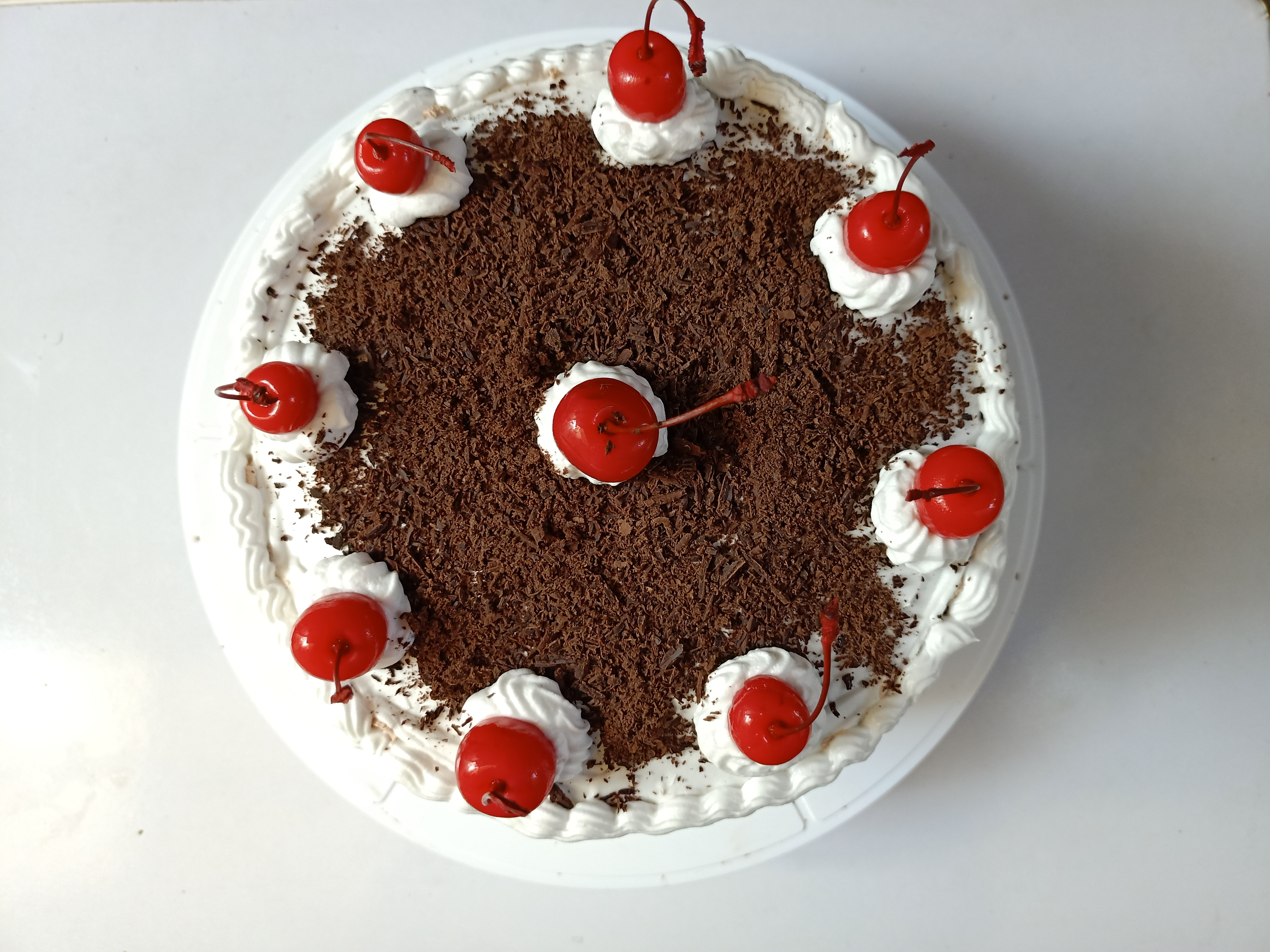
ゲーム内でGLaDOSが報酬として与えると主張しているケーキのシュヴァルツヴェルダー・キルシュトルテ

『Portal』は、舞台となる研究所「Aperture Laboratories」の被験者である主人公のChellが各部屋の課題を連続で解決していくという内容で、研究所のコンピュータのGLaDOSがChellに指示を出して導き、課題を完了した際の報酬としてケーキを贈呈すると語る。しかし、Chellが課題を進めていく中で、かつてGLaDOSが研究所で神経毒ガスを発生させて研究員たちの命を奪った事実が判明し、後に、GLaDOSの言葉は嘘だったことがわかる。そして、Chellが訪れる16番目の課題の部屋の壁には、以前に部屋に滞在していた研究員のDoug Rattmannが書き殴った「the cake is a lie」の文字が複数残されている。
『Portal』にケーキの要素を入れるアイデアは、開発開始当初にゲームの方針を決める話し合いで開発チームの1人が何気なくケーキの話をしたことがきっかけで、「the cake is a lie」のフレーズはその中の冗談から生まれた。ただ、ゲームのリリース後に「the cake is a lie」が爆発的に広まったことは、開発チームにとって全くの予想外だった。開発チームは、エンディングの場面で転がり込んでくる「Hoopy」という名前の輪が話題になるかもしれないと考えていたが、こちらは特に注目されなかった。

## 波及

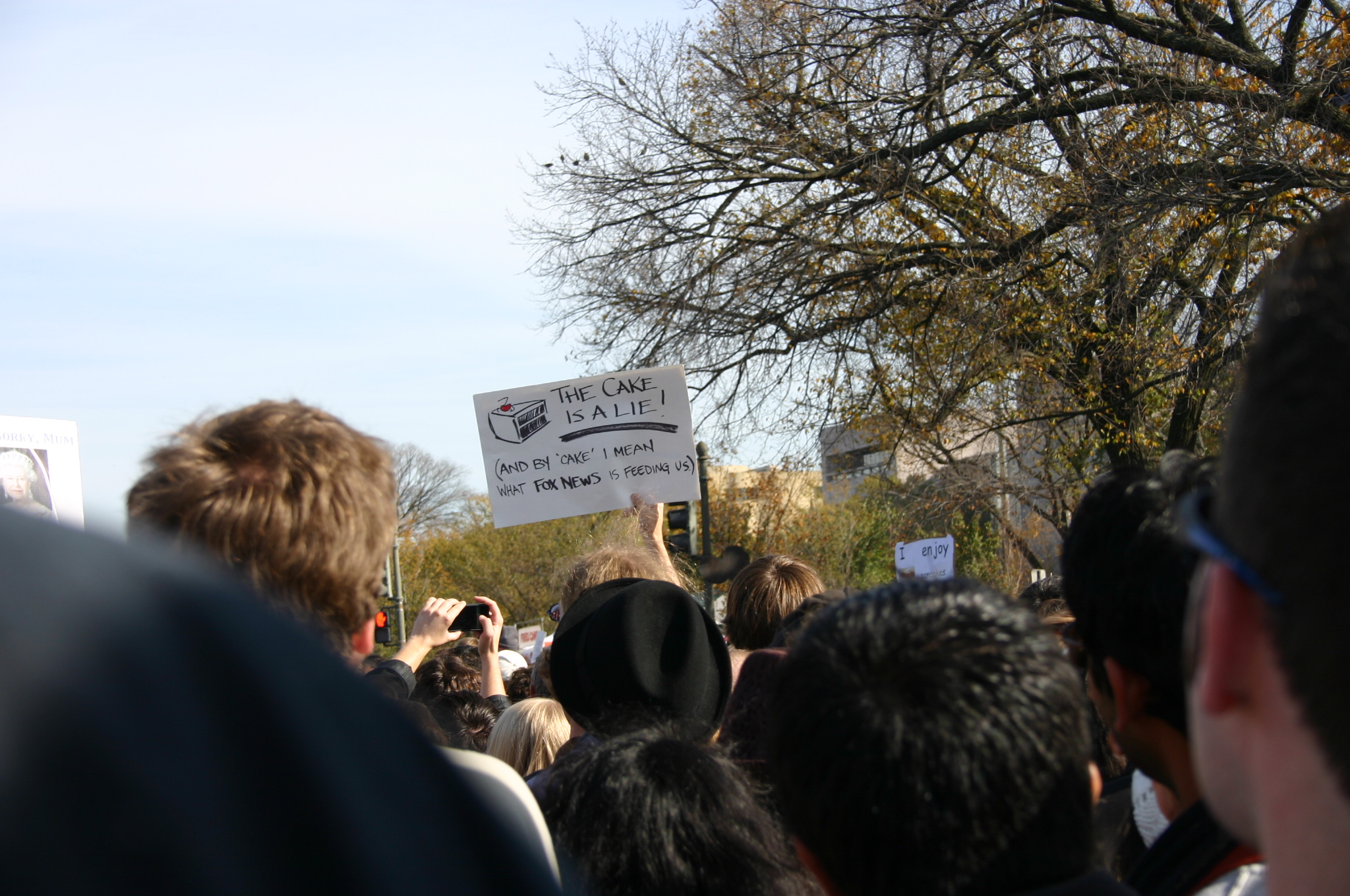
2010年にアメリカのワシントンD.C.で行われたデモ「Rally to Restore Sanity and/or Fear」（正気と恐怖を取り戻すための集会）で掲げられているパネルでは、テレビ局が伝える内容をケーキに例えて嘘だと批判している。

『Portal』が発売された2007年は、画像掲示板の4chanなどで釣りリンクを貼る行為を指す「リックロール」やテイ・ゾンデイの歌『チョコレート・レイン』など多くのインターネット・ミームが生まれた年で、「the cake is a lie」もその流れに乗って広まった。原義のように架空の報酬や達成不可能な目標を指すこと以外にも、実際のケーキの画像に「the cake is a lie」または「the cake is not a lie（ケーキは嘘ではない）」の文字を添えるなど、様々な事柄に対して使用されている。
インターネット・ミームを扱うウェブサイト「Know Your Meme」の編集長ドン・コールドウェルは、ゲーム関連のミームについて「ゲームが一定の人気レベルに達すると、ファン層はゲーム内で見つけた奇妙なコンテンツからジョークを作ろうと常に考えているようだ」と分析している。多くのプレイヤーがこのフレーズの使用を繰り返した結果、『Portal』をプレイしたことも聞いたこともない人々にも受け入れられるようになった。
他の作品において、「the cake is a lie」に関するパロディが行われている。一例として、2020年発売のユービーアイソフトのゲームソフト『アサシン クリード ヴァルハラ』では、主人公のエイヴォルが「ケーキは嘘だったのか？（the cake was a lie?）」と話す場面がある。
2020年、ソーシャルメディア上において、一見すると日用品のようだがナイフで切り分けると実はケーキだったという内容の動画が流行した。この流れで一部のユーザーが「the cake is a lie」のフレーズを連想し、関連する文章を投稿する動きがみられた。

## 反応
ゲームジャーナリストは、『Portal』における「the cake is a lie」の表現を、環境ストーリーテリングの優れた例として賞賛している。「Ars Technica」編集者のジョナサン・ノイエスは、「the cake is a lie」は（2000年代初頭にミーム化した『ゼロウィング』の台詞の誤訳である）「All your base are belong to us」以来の、ゲーム界で最も強力な内輪ネタの一つだと述べた。「Mashable」は「the cake is a lie」を2000年代の最も忘れられないゲームミームの一つとしてランク付けした。
対照的に、「The Escapist」の編集者ヤッツィー・クロシャーは、『Portal』のファンが「the cake is a lie」を過剰に使用する状況を批判している。
2010年に「Gamasutra」が続編の『Portal 2』について行ったインタビューの中で、『Portal』のシナリオを担当したエリック・ウォルパウは「ケーキのジョークにうんざりしている」「3年前のミームを復活させようとは全く思わない」と述べた。一方で2013年には、Valveから公式ライセンスを受けたドイツ企業のGaya Entertainmentが『Portal』仕様のケーキミックスを発売した。